# Harri Otsa
Harri Otsa (Tallinn, 3 de novembre de 1926 - Tallinn, 30 d'octubre de 2001) va ser un compositor i pedagog musical estonià.
Harri Otsa va anar al prestigiós col·legi de Gustau Adolf de Tallinn on va començar els estudis de música amb classes de piano a l'escola de Niina Murrik-Polonsky i va prendre classes particulars de Theodor Lemba. El 1944 va ingressar a l'exèrcit alemany i fou ferit greument. Fins al 1946 va viure a Alemanya, però després va tornar a la seva terra natal.
Otsa va estudiar de 1946 a 1948 teoria musical a l'Escola de Música de Tallinn i després composició amb Mart Saar al Conservatori de Tallinn. El 1953 va aprovar el seu examen. Harri Otsa va treballar de 1953 a 1962 a l'Escola de Música de Tallinn. De 1962 a 1988 va ser professor de teoria de la música al Conservatori de Tallinn. Durant un breu temps va ensenyar també a l'escola secundària de música de Tallinn. Otsa ha recopilat materials educatius com Folklore estonià (1967) i Succesiones harmòniques (1985).
La seva creació musical es basa sovint en cançons populars estonies antigues i noves i moltes de les seves composicions tenen un caràcter humorístic i alegre. Des de la dècada de 1960 fins a la de 1980 va ser el compositor de música de cambra més productiu d'Estònia. Va escriure peces obligatòries per a concursos instrumentals i corals.
Les seves peces han estat interpretades per l'Orquestra Simfònica Nacional d'Estònia (directors Roman Matsov i Peeter Lilje), nombrosos cors (incloent actuacions a Festivals de la Cançó), Jaan Tamm Woodwind Quintet, conjunts Vikerlased, Kurekell, Kukulind i Pasunapoisid, intèrprets Margarita Voites, Ines Rannap, Matti Reimann i molts altres. Moltes de les seves peces es van gravar a la ràdio d'Estònia i es van imprimir principalment a les col·leccions de partitures d'Estònia.
Sobretot com a compositor és com Harri Otsa s'ha fet conegut internacionalment. Entre les seves obres més importants destaquen les òperes Paula pulm i Tooma tohter (ambdues de 1967) i cinc danses d'Estònia per a orquestra simfònica i dos concerts per a piano (1977 i 1981).
El 2001, a Harri Otsa se li va atorgar l'Orde de la Creu de l'Àguila de classe V.

## La seva millor obra
El Concert per a violí de Harri Otsa va ser compost el 1983 i es va estrenar el 4 d'abril de 1984 amb Ülo Kaadu (violí) i l'Orquestra Simfònica Nacional d'Estònia sota la direcció de Peeter Lilje. La partitura només estava disponible en manuscrit fins ara, però amb el permís de la família Otsa, la partitura completa resta preparada per descarregar-se gratuïtament. El concert per a violí d'Harri Otsa es troba a la llista de recomanacions de concerts per a violí magistrals del segle xx. És una composició que mereix ser coneguda més àmpliament segons els crítics.